# Tauschendorf (Altenkunstadt)

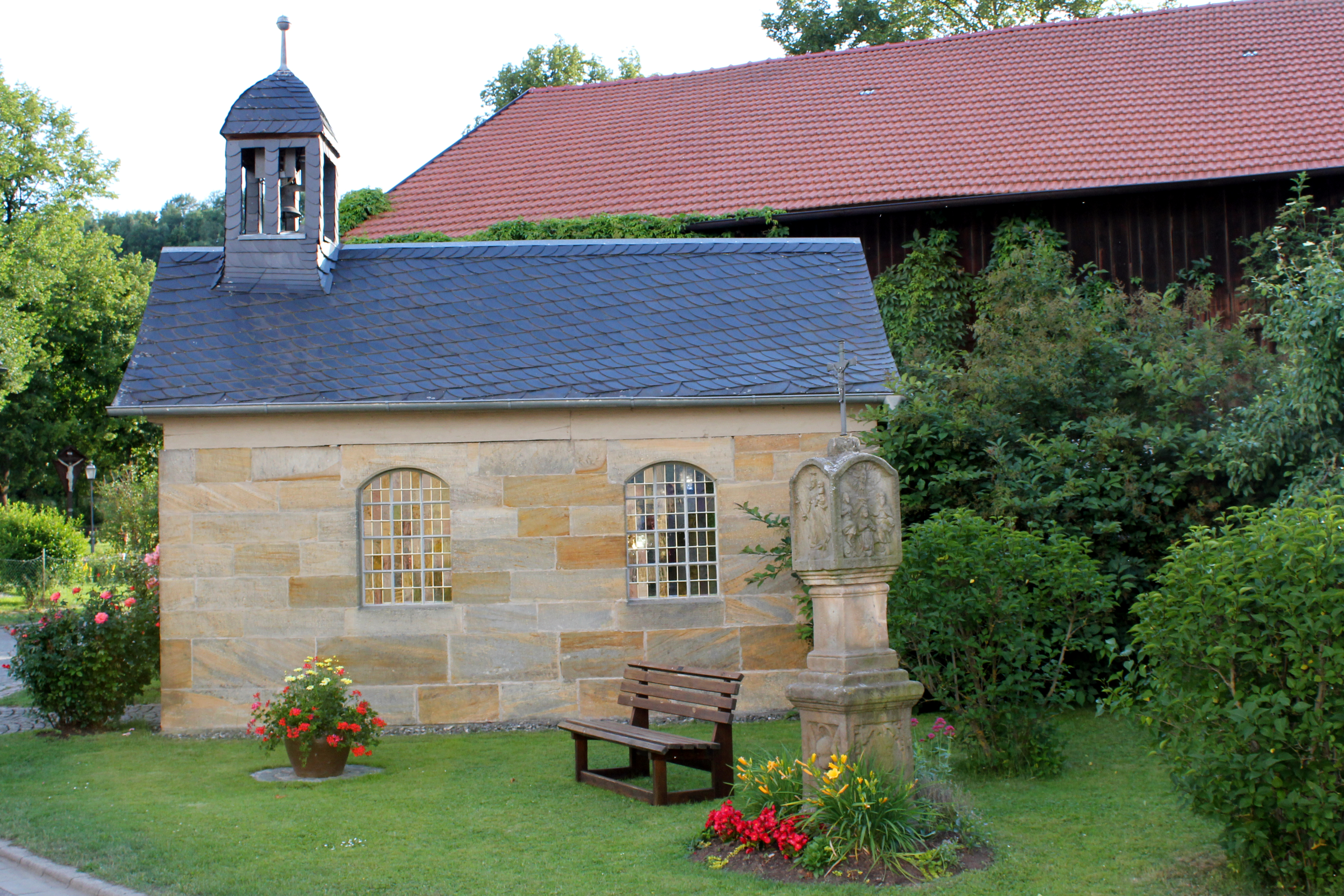
Katholische Kapelle und Sandsteinmarter im Dorfzentrum von Tauschendorf

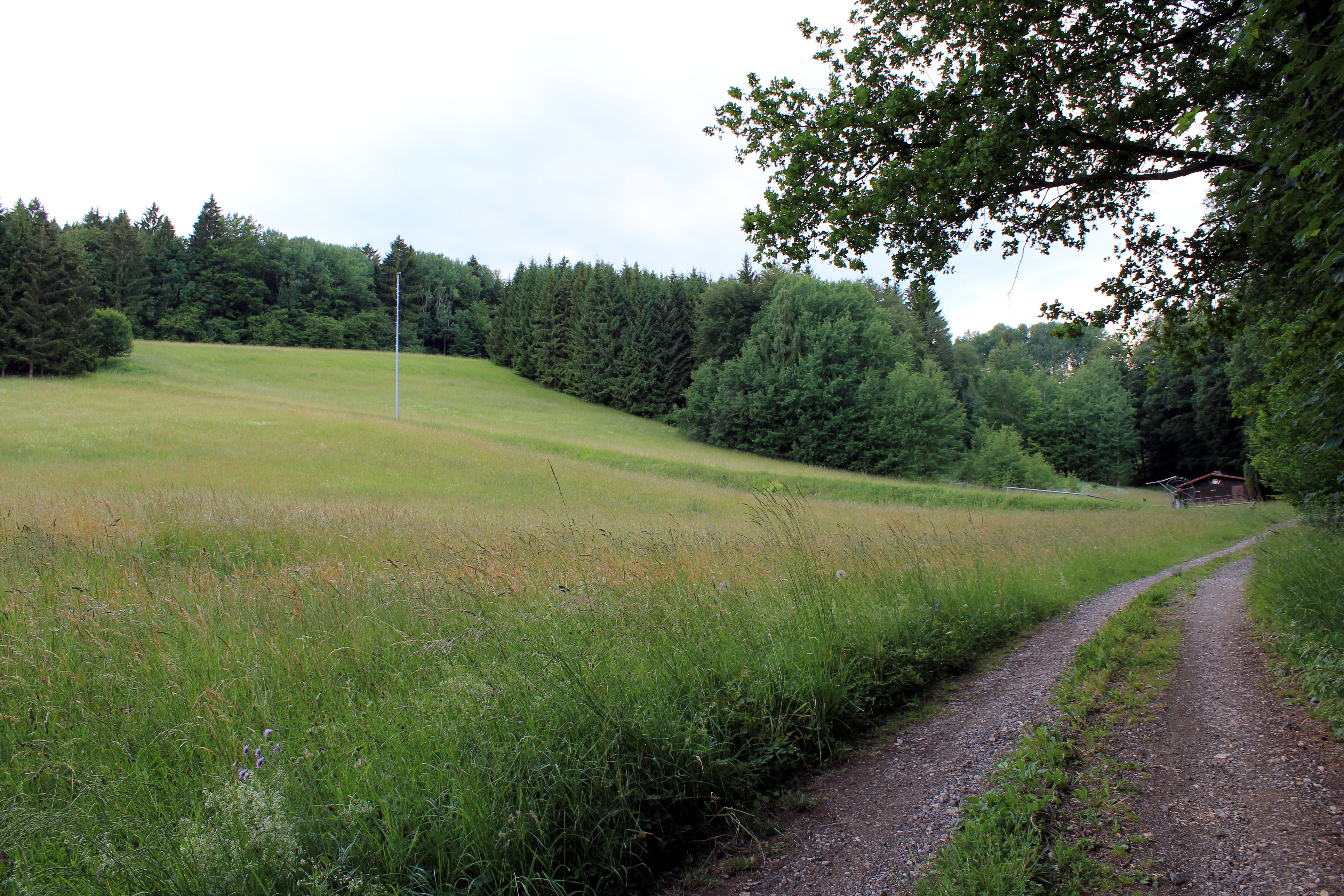
Der Skihang südlich von Tauschendorf

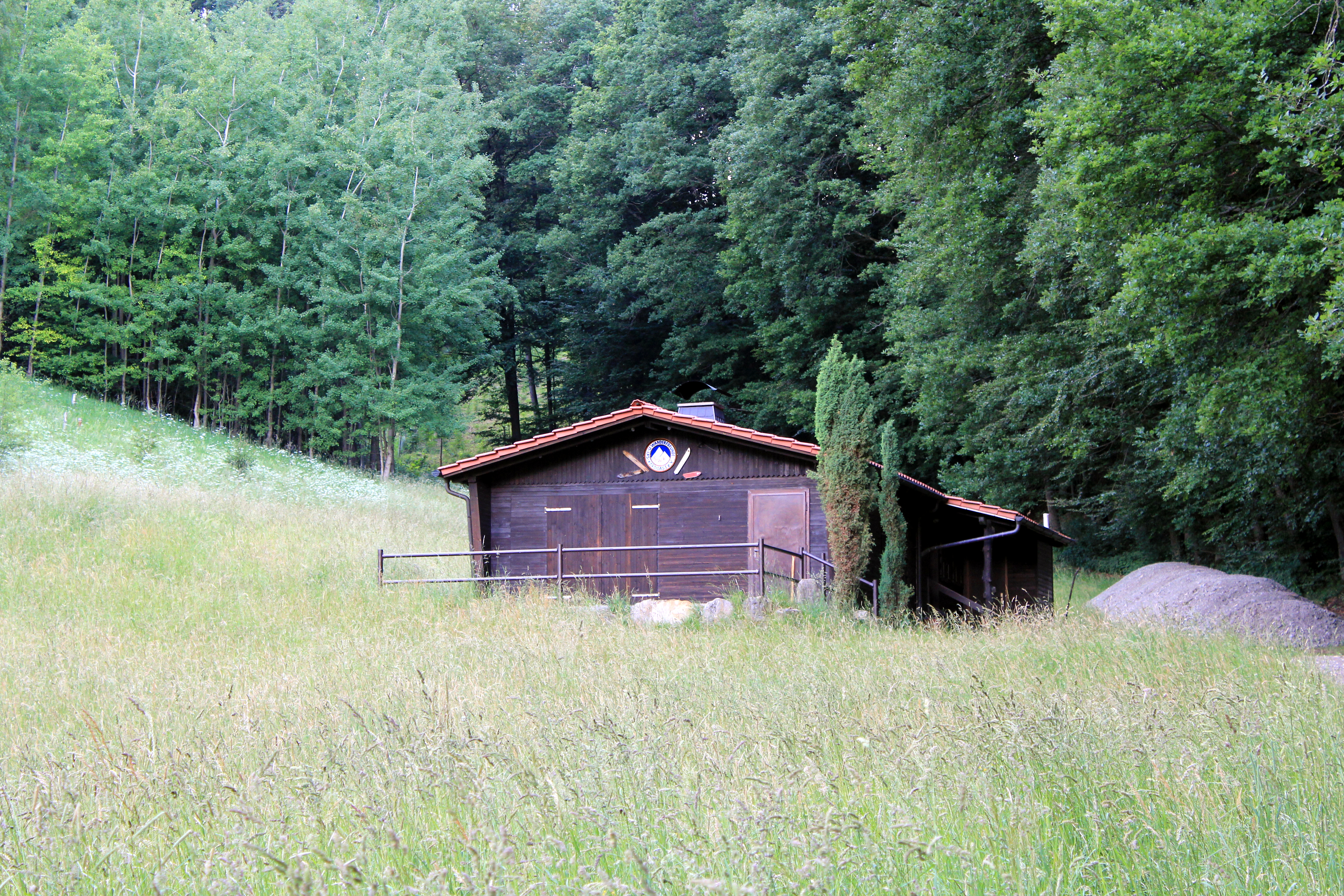
Hütte des Ski- und Wanderfreunde Kordigast e. V. am Skihang

Tauschendorf ist ein Weiler mit 23 Einwohnern und Gemeindeteil der Gemeinde Altenkunstadt im Landkreis Lichtenfels.

## Geografische Lage
Der Weiler liegt am nördlichen, offenen Ende eines kurzen, namenlosen Tals unmittelbar nordwestlich des Kordigasts auf 351–367 m ü. NN. Durch Tauschendorf fließt der Tauschendorfer Bach, der in Burkheim in den Kapellenbach mündet; dieser fließt durch das Tal der grauen Mönche. Am Ende des Tauschendorfer Tals befindet sich ein kleiner Skilift.

## Geschichte
Wann Tauschendorf gegründet wurde, ist unklar. Die erste urkundliche Erwähnung war 1147/1148 in einer päpstlichen Bestätigung für das Kloster Langheim über den Zehnt in „Tuschendorff“.
Im Jahr 1801 gehörte es zu Weismain und gab dorthin auch den Zehnt und andere Steuern. Kirchlich unterstand es dem Kloster Langheim, das auch die Lehens- und Vogteiherrschaft besaß.
Von 1818 bis 1977 gehörte Tauschendorf als einziger weiterer Gemeindeteil zur Gemeinde Burkheim, die im Zuge Gemeindegebietsreform am 1. Januar 1977 nach Altenkunstadt eingemeindet wurde.

### Einwohnerentwicklung
Die Tabelle gibt die Einwohnerentwicklung Tauschendorfs wieder.
| Jahr | Einwohner | Anwesen | Quelle: |
| ---- | --------- | ------- | ------- |
| 1818 | 64        | 13      | [ 5 ]   |
| 1820 | 57        |         | [ 7 ]   |
| 1832 | 60        | 12      | [ 8 ]   |
| 1950 | 55        |         | [ 4 ]   |
| 1977 | 49        |         | [ 4 ]   |
| 1987 | 26        |         | [ 9 ]   |
| 2005 | 41        | ~ 15    | [ 4 ]   |
| 2010 | 34        | ~ 15    | [ 10 ]  |
| 2011 | 34        | ~ 15    | [ 11 ]  |
| 2012 | 23        |         | [ 12 ]  |
| 2013 | 23        |         | [ 13 ]  |

## Religion
Von den 23 Einwohnern waren im Juli 2013 ca. 78 % (18) römisch-katholisch, ca. 22 % (5) evangelisch und 0 % (0) andersgläubig bzw. konfessionslos.

## Vereine
- Ski- und Wanderfreunde Kordigast e. V., betreibt den Skilift südwestlich von Tauschendorf